# Icterus auratus
El bolsero yucateco (Icterus auratus) también conocido como turpial yucateco o chorcha coliamarilla, es una especie de ave paseriforme de la familia Icteridae. Es originaria de Belice y México.
Su hábitat natural son los bosques secos y zonas degradadas.